# Ron Peplow
Ronald Rupert „Ron“ Peplow (* 4. Mai 1935 in Willesden; † 15. März 2019) war ein englischer Fußballspieler.

## Karriere
Peplow spielte zu Schulzeiten unter anderem mit Jimmy Bloomfield und John Murray zusammen und repräsentierte die Schulauswahlen von London und Middlesex. Im Erwachsenenbereich spielte er zunächst für den FC Southall in der Athenian League. 1955 wechselte er zum FC Brentford in die Football League Third Division South und machte dabei erstmals im Oktober 1955 in einem Flutlicht-Freundschaftsspiel gegen den Erstligisten FC Arsenal auf sich aufmerksam, als er bei einer 2:3-Niederlage mit „seinen raffinierten Pässen und plötzlichen kraftvollen Schüssen Arsenal oftmals in Schwierigkeiten brachte.“ Dennoch dauerte es bis April 1956, bevor er in einem Ligaspiel gegen Swindon Town sein Pflichtspieldebüt gab und seinen Auftritt mit dem Tor des Tages krönte. Zuvor hatte zumeist Jim Towers die Position des linken Halbstürmers belegt.
Zur folgenden Saison rückte er in die Läuferreihe und kam in Konkurrenz zu George Bristow und Wendell Morgan zu insgesamt 17 Saisoneinsätzen als rechter Läufer. Dabei trat er im November 1956 auch erstmals zum Elfmeter an, nachdem Brentford die vorangegangenen drei verschossen hatte. Nach einem Treffer in einem Freundschaftsspiel gegen Lincoln City trat er eine Woche später auch im Ligaspiel gegen Coventry City an und verwandelte souverän gegen den englischen Nationaltorhüter Reg Matthews. Im weiteren Karriereverlauf soll er insgesamt 28 von 30 Versuchen vom Elfmeterpunkt verwandelt haben.
In der Spielzeit 1957/58 kam er auf der linken Außenläuferposition, hinter Stammspieler Ken Coote, zu 13 Saisonauftritten, als der Klub als Tabellenzweiter knapp hinter Brighton & Hove Albion die Meisterschaft verpasste, sich aber damit zumindest für die neue eingleisige Third Division qualifizierte. Auch in der Spielzeit 1958/59 setzte sich seine Wanderschaft in der Aufstellung fort. Bis März 1959 ohne Saisoneinsatz geblieben, ersetzte er im April Ian Dargie und kam zu sieben Einsätzen als Mittelläufer. Zur Saison 1959/60 kehrte er auf die rechte Außenläuferposition zurück, erneut bis März ohne Einsatz geblieben, vertrat er Bristow den gesamten April und kam wiederum zu acht Einsätzen. In der Spielzeit 1960/61 steigerten sich seine Einsatzzahlen, zumeist weiterhin auf der rechten Läuferposition. In 18 Saisonspielen erzielte er drei Treffer, zwei davon per Strafstoß.
Am Saisonende war Peplow nach 66 Einsätzen in sechs Jahren einer von zehn Brentford-Profis, die vom Verein nicht verlängert wurden. Er schloss sich in der Folge zunächst Ashford Town (Kent) in der Southern League an; ein Jahr später wechselte er zum Ligakonkurrenten Folkestone Town, bei dem er neben Tommy Johnston, Jack Harrop und Tommy Wilson einer von vier Neuzugängen mit Football-League-Erfahrung war. Seine Laufbahn setzte Peplow bei Folkestone noch mindestens bis 1967 fort.